# Broen over Drina
Broen over Drina (serbokroatisk: Na Drini ćuprija) er en roman af den jugoslaviske forfatter Ivo Andric. Han skrev den i Beograd i det nuværende Serbien under anden verdenskrig. Bogen blev udgivet i 1945, og i 1961 vandt Ivo Andric Nobelprisen i litteratur for hele sit forfatterskab, men hovedsageligt for denne bog.

## Bogens overordnede handling
Bogen handler om hvordan og hvorfor broen over floden Drina i det nuværende Bosnien-Herzegovina blev bygget. Den behandler dog også om hele det kulturelle og religiøse miljø omkring broen, og livet i den by, Višegrad, der ligger ved broen.
Temaet om spændinger mellem religiøse og etniske grupper viste sig igen relevant, da Jugoslavien gik i opløsning. Der blev under den resulterende krig smidt lig fra de etniske udrensninger i floden fra broen, hvis navn er Mehmed Paša Sokolović Broen.